# Bastión Amarillo
El Bastión Amarillo (en bosnio: Žuta Tabija) fue parte de una fortaleza defensiva construida entre 1727 y 1739 en Sarajevo (hoy Bosnia y Herzegovina), en la antigua ciudad de Vratnik, en la zona conocida como Jekovac, muy cerca del centro histórico de la actual capital y del antiguo barrio Baščaršija. Los restos de su torre se mantienen en pie como uno de los puntos panorámicos desde donde se puede observar Sarajevo desde las alturas.
Ya en la Edad Media, fuentes otomanas se refieren a la existencia de una fortaleza en Vratnik, posteriormente amurallada (y más tarde conocida como Ciudad Vieja de Vratnik; en bosnio: Stari Grad Vratnik), que luego fuera integrada a la capital como uno de sus barrios, ya sin buena parte de las murallas.
Hasta la conquista de Sarajevo en manos del príncipe Eugenio de Saboya, en 1697, la ciudad no necesitó una fortificación para protegerse de las invasiones, pero luego de que el monarca ordenara saquear e incendiar Sarajevo el gobernador Gazi Ahmed Pasha Rustempašić Skopljak hizo construir en 1727 una muralla defensiva en las alturas de Vratnik.
Cinco arquitectos de Dubrovnik supervisaron la construcción, completada en 1739 (durante el reinado de Hekimoglu Ali-paše), la cual incluía cinco bastiones y cinco portones de ingreso.

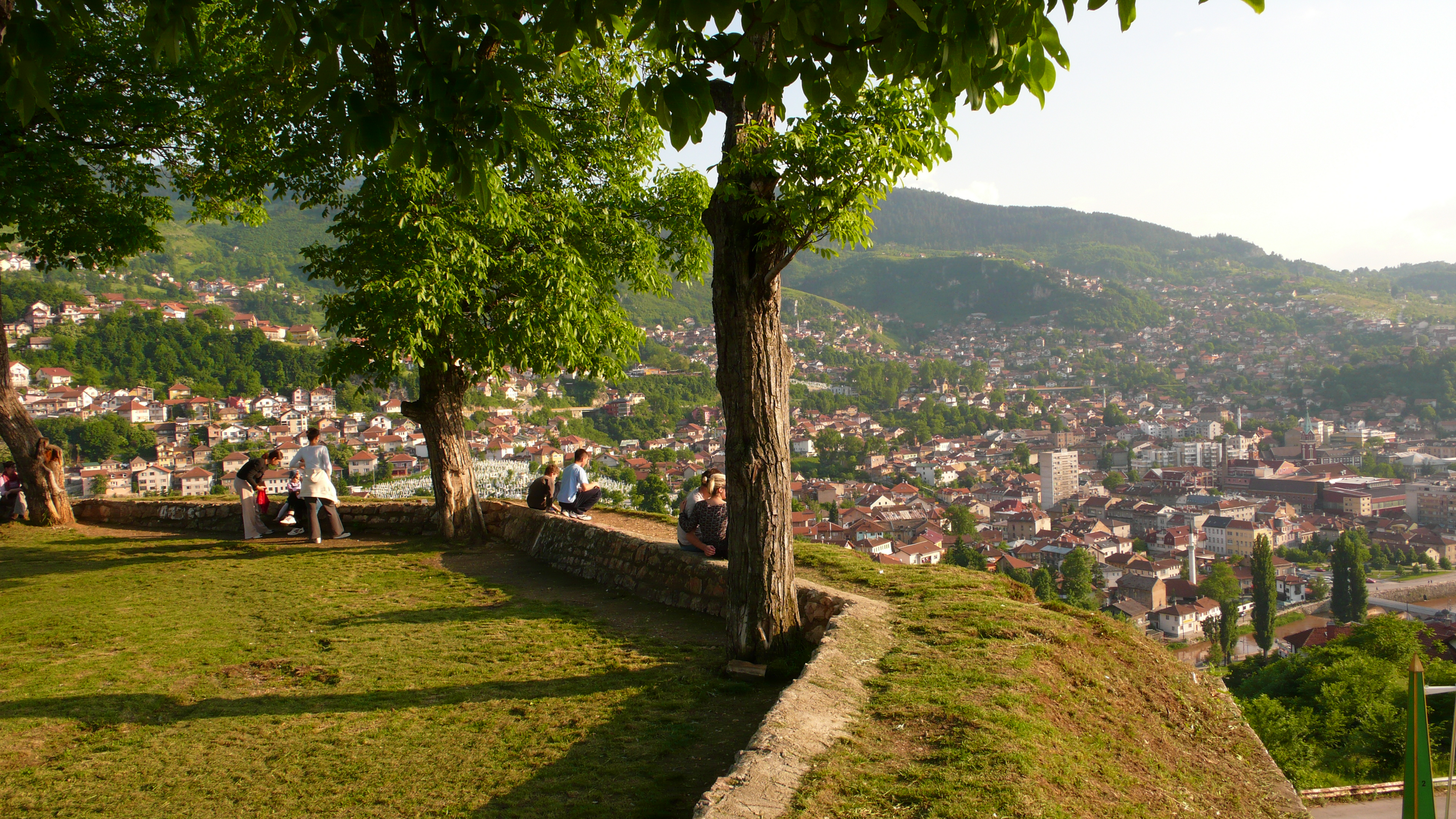
Vista desde el baluarte.

El Bastión Amarillo fue diseñado con un grosor de 35 centímetros y siete lados exteriores de 10 metros de alto y un octavo hacia el norte, de 27,5 metros. Ubicado sobre el acantilado Jekovac, llevó originalmente el nombre de Bastión de Jekovački, pero los pobladores lo llamaron Bastión Amarillo por la coloración de la piedra en que fue construido.
Toda la fortificación sirvió como defensa hasta 1878, cuando se produjo la conquista del Imperio austrohúngaro y la ocupación de la ciudad. Desde entonces el ejército del emperador Francisco José I hizo uso de las instalaciones pero permitió a los musulmanes continuar disparando el cañón para el Ramadán.
El Bastión Amarillo resultó dañado en varias oportunidades y reconstruido en 1883, 1903 y 1998.
Además de este baluarte, en la zona de Vratnik permanecen actualmente en pie el Bastión Blanco (Bijela tabija) y la Puerta de Visegrad (Višegradska kapija). El Bastión Amarillo es uno de los puntos turísticos más visitados de la ciudad por su privilegiada posición que permite apreciar buena parte de Sarajevo desde las alturas, y es especialmente frecuentado por musulmanes en los días del Ramadán. Desde el baluarte puede observarse muy cerca el cementerio Kovači, una necrópolis musulmana donde yacen los restos de Alija Izetbegović, presidente de Bosnia durante el sitio de Sarajevo.
En 2005 fue proclamado como Monumento Nacional de Bosnia y Herzegovina.

## Galería

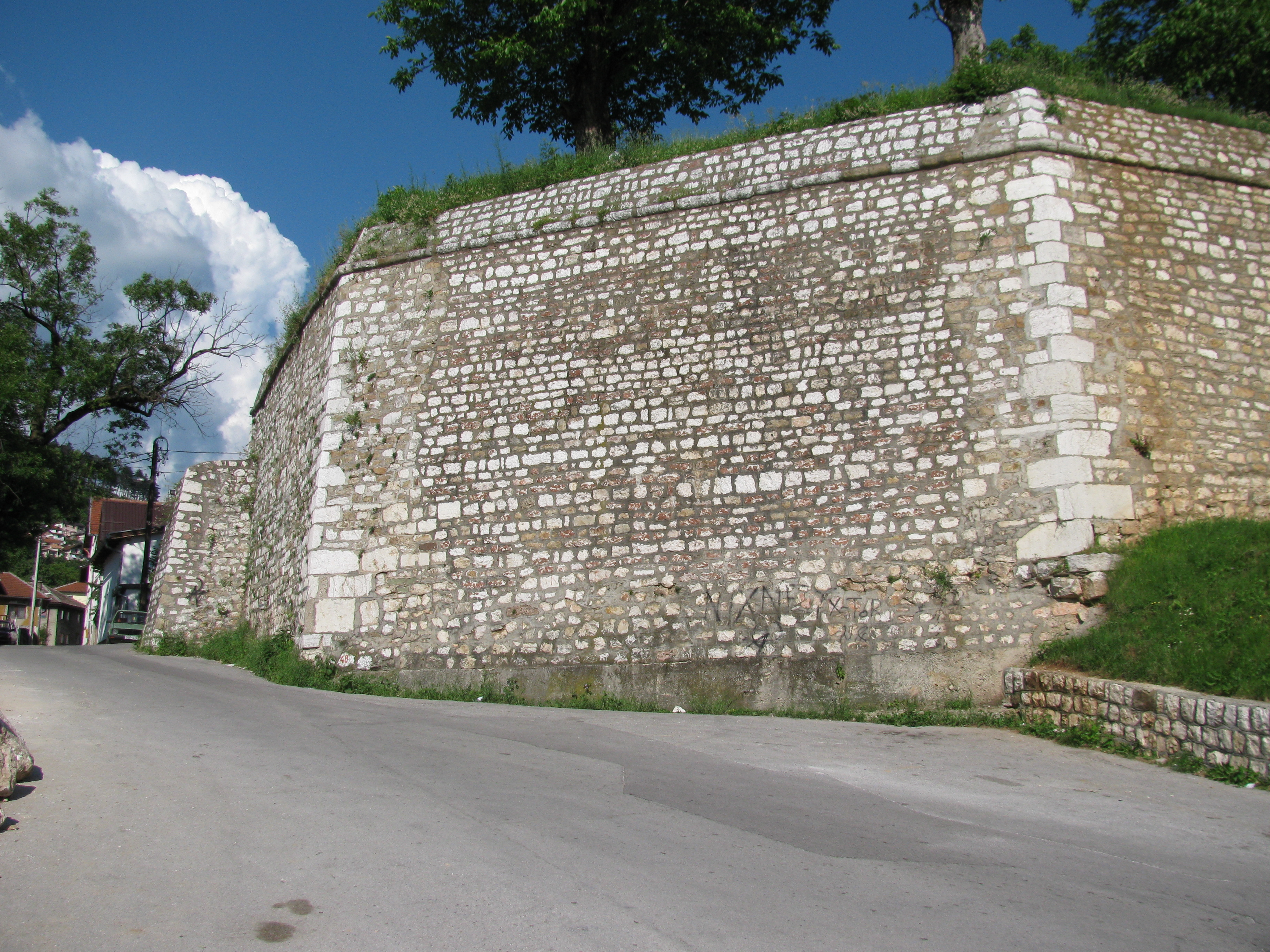
Paredes del Bastión Amarillo.
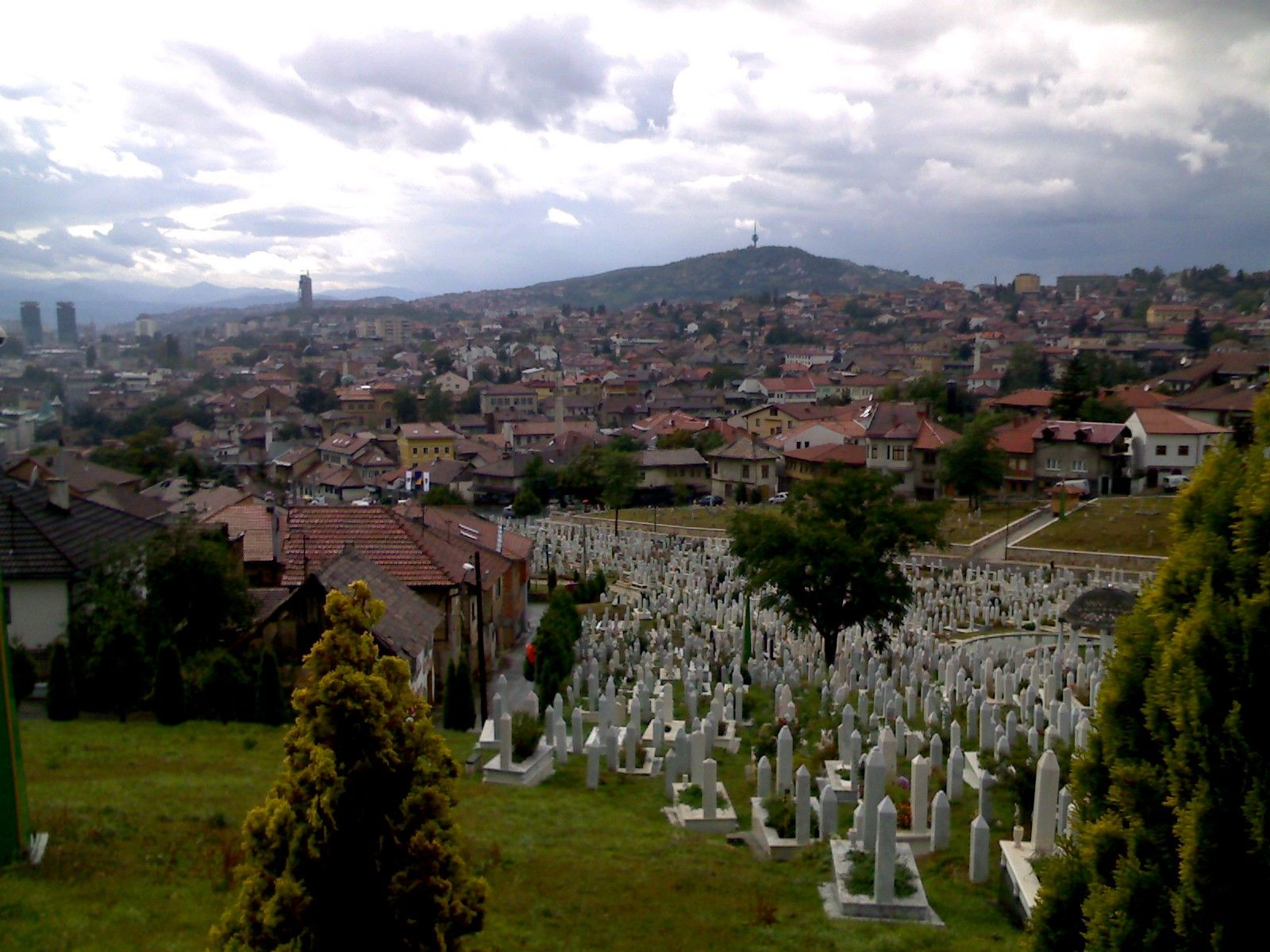
Panorámica desde el baluarte, con el cementerio Kovači delante.
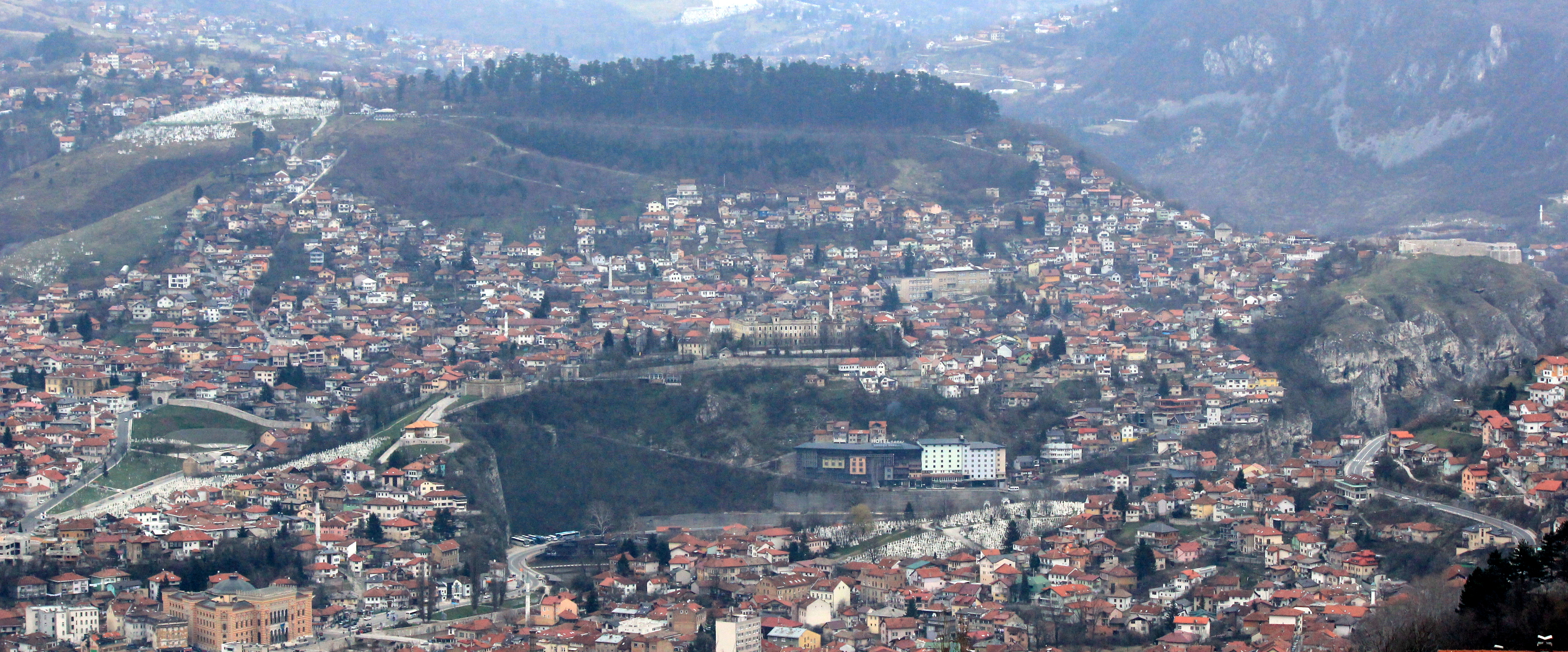
Vista general de Vratnik con el Bastión Amarillo (cerca del centro, a la izquierda) y el Bastión Blanco (a la derecha).
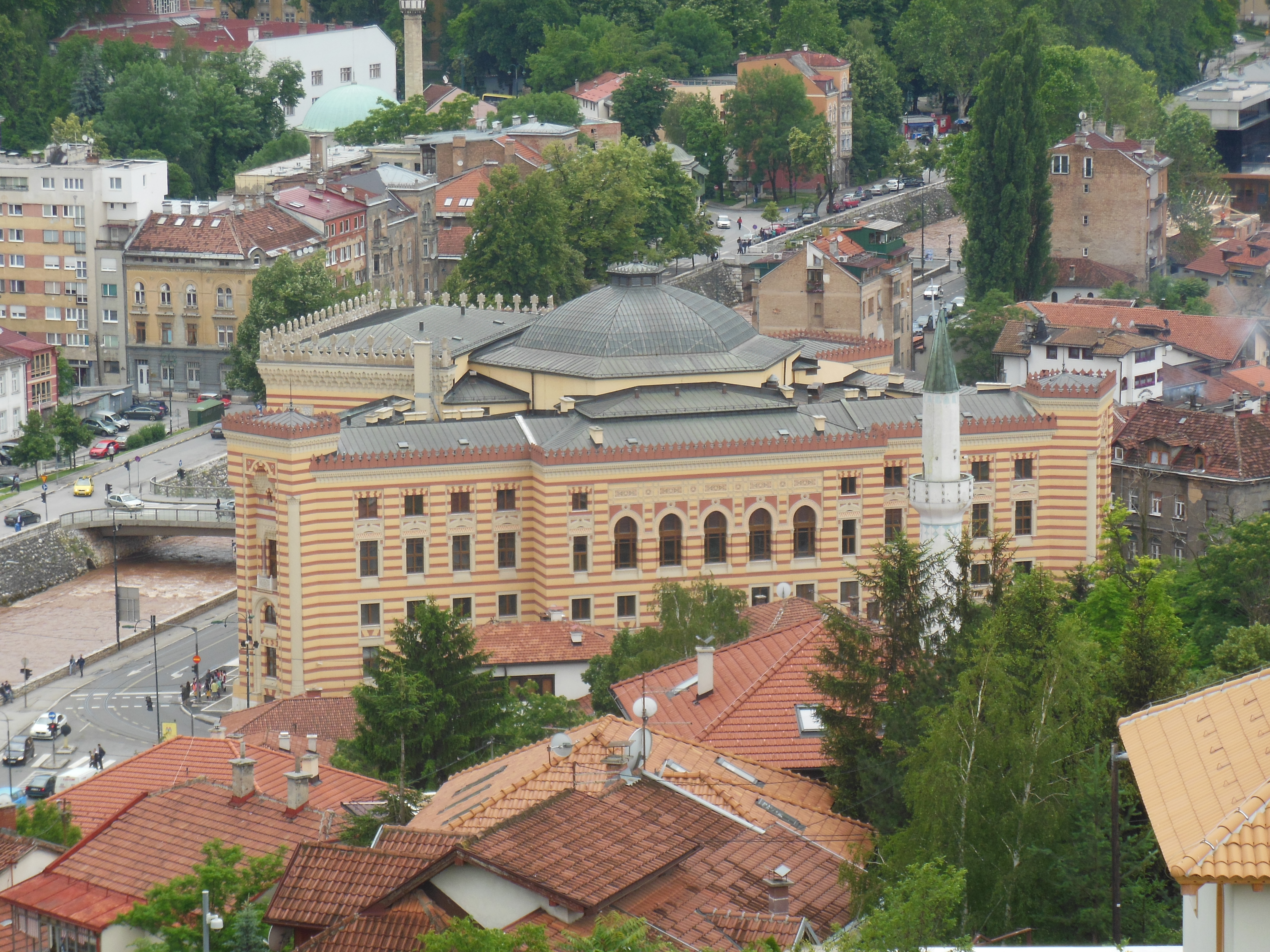
Vijećnica vista desde el bastión.
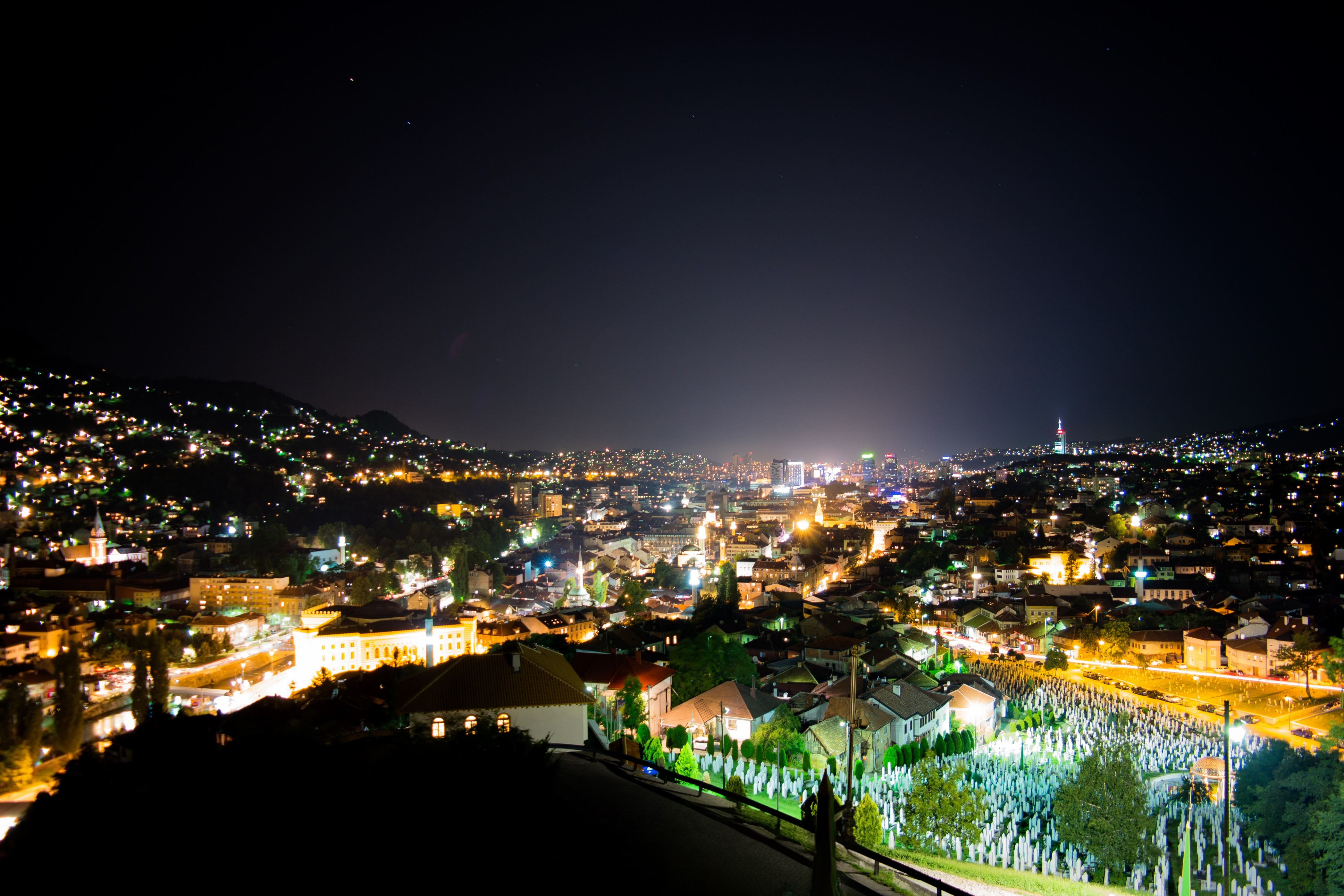
Panorama nocturno de Sarajevo desde el Bastión Amarillo.